# Cantuaria cognatus
Cantuaria cognatus là một loài nhện trong họ Idiopidae.
Loài này thuộc chi Cantuaria. Cantuaria cognatus được Raymond Robert Forster miêu tả năm 1968.